# Stazione di Castel Madama
Stazione di Castel Madama vasútállomás Olaszországban, Castel Madama településen.

## Vasútvonalak
Az állomást az alábbi vasútvonalak érintik:
- Róma–Sulmona–Pescara-vasútvonal

## Kapcsolódó állomások
A vasútállomáshoz az alábbi állomások vannak a legközelebb:
- Stazione di Vicovaro
- Stazione di Tivoli